# Autostrada A719 (Franța)
Autostrada A719 este o autostradă franceză situată în departamentul Allier, care leagă aglomerația Vichy de autostrada A71. Aceasta pornește de la nodul rutier situat la vest de Gannat, care o conectează cu autostrada A71, și se termină la sensul giratoriu dintre drumurile departamentale 2209 (fosta șosea națională 209), 215 și 906, pe teritoriul comunei Espinasse-Vozelle. A fost deschisă în două etape: prima secțiune, care ocolește Gannat pe la nord, a fost inaugurată în 1997, iar prelungirea până la porțile orașului Vichy (13,8 km) a fost dată în exploatare la 12 ianuarie 2015.
Autostrada este concesionată societății Autoroutes Paris-Rhin-Rhône și este cu plată pe tronsonul Gannat-Est – Vichy, în timp ce varianta de ocolire a orașului Gannat rămâne fără taxă.

## Istoric
| Tronson                      | Declarație de utilitate publică | Punere în funcțiune |
| ---------------------------- | ------------------------------- | ------------------- |
| Ramificația Gannat           | 6 martie 1992                   | 3 iunie 1997        |
| Prelungire spre vest a Vichy | 16 august 2011                  | 12 ianuarie 2015    |

| De la A71 până la ieșirea 13; tronson cu taxă în sistem închis, concesionat companiei APRR.                  |                                                                                  |         |
| A71 E11 |                                                                                  |         |
| Intersecție                                                                                                  | Nod rutier între A71 și A719: Paris, Bourges, Montluçon; Clermont-Ferrand, Riom. | A71 E11 |
| A719 |                                                                                  |         |
| | Punctul de taxare Gannat.                                                        |         |
| 13 - Ébreuil                                                                                                 | Oraș deservit: Ébreuil.                                                          | RD998   |
| De la ieșirea 13 până la ieșirea 15; tronson fără taxă, concesionat companiei APRR.                          |                                                                                  |         |
| | Pantă de 5 % pe 1,5 km (sens A71 > Vichy)                                        |         |
| 14 - Gannat-Nord                                                                                             | Orașe deservite: Moulins, Saint-Pourçain-sur-Sioule, Gannat.                     | RD2009  |
| 15 - Gannat-Est                                                                                              | Orașe deservite: Vichy, Bellerive-sur-Allier, Gannat-est.                        | RD2209  |
| De la ieșirea 15 până la capătul autostrăzii; tronson cu taxă în sistem deschis, concesionat companiei APRR. |                                                                                  |         |
| | Punctul de taxare Vichy.                                                         |         |
| A719 |                                                                                  |         |
| | Serbannes, Saint-Yorre, Thiers                                                   | RD906   |
| Espinasse-Vozelle, Cognat-Lyonne, Bellerive-sur-Allier, Vichy                                                | RD2209                                                                           |         |